# Šestý smysl
Šestý smysl je označení buď pro vnitřní schopnost integrovat vjemy z dílčích smyslů, nebo pro jinak pojímanou schopnost vycítit určitou situaci či potenciální nebezpečí. V běžném použití se šestým smyslem rozumí intuice, tedy schopnost vnímat a podvědomě vyhodnocovat různé nenápadné nebo skryté skutečnosti a souvislosti. Někdy je však jako šestý smysl označována (hypotetická) schopnost jakéhosi nadpřirozeného či „mimosmyslového“ vnímání či vědecky nepopsaného přenosu myšlenek nebo informací.
V tradičním pojetí se lidských smyslů uvádí pět: zrak, čich, sluch, hmat a chuť, proto se pojem „šestý smysl“ používá v různých pokusech tento seznam o jednu položku rozšířit. Obecně však pojem smyslu není přesně vymezen, psychologie a neurologie rozlišují smyslů mnohem více (např. pro vnímání času, polohy atd.) a například Diderotova Encyklopedie zmiňuje na dvacet smyslů.

## Sensus communis
Tomáš Akvinský uváděl jako šestý smysl takzvaný sensus communis (smysl společný, smysl obecný) neboli sensus interior (smysl vnitřní), který sjednocuje pět ostatních smyslů a je zárukou reálnosti vnímaného (podobně jako shoda s vnímáním jinými lidmi). Jan Ámos Komenský kromě citů (smyslů) tzv. vnějších rozlišoval i tři city (smysly) vnitřní: smysl obecný (pozor, novočesky přibližně pozornost), soud (novočesky úsudek) a paměť.

## Intuice
Šestým smyslem se běžně nazývá nevědomé vyhodnocování vjemů, tzv. intuice. Lze jej považovat za silně redukovanou obdobu pojmu „sensus communis“, třebaže s ním zdaleka není totožná.

## Tzv. mimosmyslové vnímání
V lidových či parapsychologických pojetích je obvyklé nazývat šestým smyslem i různé hypotetické vědecky nepopsané nebo nemateriální způsoby vnímání. Taková pojetí jsou předmětem odsudků ze strany scientistických skeptiků.

## Ohlasy pojmu v umění
Název Šestý smysl má i film z dílny Američana indického původu M. Nighta Shyamalana z roku 1999.